# Crystal Emmanuel
Crystal Carly-Kriste Emmanuel (Scarborough, 27 de noviembre de 1991) es una deportista de Canadá que compite en atletismo.
Ganó dos medallas en los Juegos Panamericanos, bronce en 2015 y plata en 2019, ambas en el relevo 4 × 100 m. Participó en tres Juegos Olímpicos, en la ediciones de Londres 2012, Río de Janeiro 2016 y Tokio 2020.